# Taddea Michiel
Taddea Michiel, auch Tadia (* vor 1419 in Venedig; † 23. Oktober 1479 ebenda), war durch die Heirat mit dem Dogen Giovanni Mocenigo während seiner Amtszeit vom 18. Mai 1478 bis zu ihrem Tod Dogaressa der Republik Venedig. Sie war die erste (überlieferte) Dogaressa, die noch zu Amtszeiten ihres Mannes, wenig mehr als 15 Monate nach seiner Wahl zum Dogen starb. Sie starb an der Pest, ihr Mann sechs Jahre später gleichfalls. Ihr Begräbniszeremoniell wurde, ohne Rückgriff auf frühere Traditionen, die es offenbar nicht gab, neu entwickelt. Es orientierte sich nunmehr stark am Zeremoniell beim Ableben eines Dogen, was das Amt ungemein aufwertete und öffentlich deutlicher sichtbar machte.

## Leben

### Herkunft, eigene Familie
Taddea Michiel di Giovanni di Francesco entstammte einer der Familien Venedigs, die drei Dogen stellte. Dabei gehörte sie dem Zweig (ramo) der Familie an, der um den Campo Santa Margherita residierte. Das Paar heiratete 1432 und hatte zwei Kinder, nämlich Leonardo und Luchina. Letztere heiratete 1456 Antonio Dandolo di Andrea.

### Dogaressa (1478–1479)
Aller Wahrscheinlichkeit nach erhielt die Dogaressa nach der Wahl ihres Mannes zum Dogen keine Gelegenheit, an einer der üblichen großen Zeremonien zu ihrer Amtseinführung teilzunehmen, da die Stadt schwer unter der Pest zu leiden hatte.
Taddea Michiel erhielt vom osmanischen Sultan, mit dem es am 25. Januar 1479 zu einem Friedensschluss nach einem 16-jährigen Krieg kam, Geschenke, darunter einen wertvollen Teppich, einen Affen und einen roten Vogel.
Noch im Herbst des Jahres erkrankte sie, wie zahlreiche Venezianer, an der Pest. Ihr Tod am 23. Oktober wurde ihrem ebenfalls erkrankten Ehemann erst nach seiner Gesundung mitgeteilt.

## Grabmal, Begräbniszeremoniell
Taddea Michiel wurde feierlich in der Kirche San Zanipolo beigesetzt. Sie war die erste Dogaressa, die noch vor ihrem Ehemann und Dogen in ihrem gemeinsamen Grabmal beigesetzt wurde, das allerdings erst 1522 fertiggestellt war. Es befindet sich links vom Hauptportal der Kirche.
Die Statue der Toten wurde zunächst in der Sala del Piovego im Dogenpalast aufgestellt, und ihr Leichnam, der mit einem goldenen Mantel geschmückt und deren Gesicht mit einem Schleier bedeckt war, zudem eine Dogenmütze auf dem Kopf trug, wurde einen Tag lang in der Kirche San Geminiano auf einem goldenen Teppich aufgebahrt. Am nächsten Tag erfolgte die Überführung in Form einer Prozession nach San Zanipolo. Vor San Marco wurde sie vor Betreten der Kirche neun Mal in die Höhe gehoben. Der bei Dogenbegräbnissen übliche Baldachin wurde in San Geminiano errichtet und hundert Seemänner standen um die Bahre herum. Der Sarg wurde vom Klerus, den Kongregationen, den Kapiteln von San Pietro und San Marco, dann den Laien, nämlich den Battudi (Flagellanten), den Pinzocchere (eine Art Beginen), der Signoria selbst (also dem innersten Machtzirkel), sowie den Botschaftern und vielen weiteren Patriziern begleitet. Schließlich wurde der Leichnam auf einem Katafalk abgelegt, geschmückt mit den Insignien der Markusrepublik und mit dem Schild der Familie Mocenigo. Die Begräbnisse der Dogaresse ähnelten auch hierin denen der Dogen, außer dass, wie Domenico Malipiero schreibt, nur zwanzig Patrizier den Leichnam bewachten und begleiteten und der Schild des Dogen nicht in der Prozession getragen wurde.
Das gesamte Zeremoniell musste frei entwickelt werden, da selbst in früheren Bestimmungen der Ratsgremien, in den Commemoriali, kein Eintrag zum Verfahren zu finden war, wie der Chronist Agostino Agostini berichtet. Die Entscheidung zur fast vollständigen Übereinstimmung mit dem üblichen Verfahren beim Tod eines Dogen war eine bewusste, die auch von den Zeitgenossen, die die öffentlichen Rituale genau beobachteten, wahrgenommen wurde.